# Ure (Nordland)
Pour les articles homonymes, voir Ure.
Ure est une localité du comté de Nordland, en Norvège.

## Géographie
Administrativement, Ure fait partie de la kommune de Vestvågøy.